# Henry & June
Henry & June (bra: Henry e June - Delírios Eróticos; prt: Henry e June) é um filme estadunidense de 1990, do gênero drama biográfico, dirigido por Philip Kaufman, com roteiro dele e Rose Kaufmann baseado nos diários de Anaïs Nin, reunidos sob o título Henry and June: From the Unexpurgated Diary of Anaïs Nin.

## Sinopse
O filme conta o início da relação de Henry Miller com Anaïs Nin. Henry vai viver para França e é convidado pelo marido de Anaïs a visitá-los. Anaïs, à procura de algo de novo, mais espontâneo, apaixona-se pela vivacidade de Henry. Porém, Henry está apaixonado por June.
Anaïs, nutrindo admiração por Henry, começa a observá-lo, e apaixona-se pelo amor que ele tem por June. Essa paixão também a faz apaixonar-se por June. No meio  desses sentimentos, inicia-se uma relação de Henry com Anaïs, transformando suas vidas, tanto de escritores como de amantes.

## Elenco
- Maria de Medeiros .... Anaïs Nin
- Fred Ward .... Henry Miller
- Uma Thurman
- Kevin Spacey
- Gary Oldman